# Архиепархия Замбоанги
Архиепархия Замбоанги (лат. Archidioecesis Zamboangensis) — архиепархия Римско-Католической церкви с центром в городе Замбоанга, Филиппины. Архиепархия Замбоанги распространяет свою юрисдикцию на часть провинции Южная Замбоанга. В митрополию Замбоанги входят епархия Ипиля и территориальная прелатура Исабелы. Кафедральным собором apxиепархии Замбоанги является церковь Непорочного Зачатия Пресвятой Девы Марии.

## История
10 апреля 1910 года Римский папа Пий X учредил епархию Замбоанги, выделив её из епархий Себу и Харо. В этот же день епархия Замбоанги вошла в митрополию Манилы.
20 января 1933 года епархия Замбоанги передала часть своей территории для возведения новой епархии Кагаян-де-Оро.
28 апреля 1934 года епархия Замбоанги вошла в митрополию Себу.
27 января 1951 года епархия Замбоанги передала часть своей территории для возведения территориальной прелатуры Осамиса (сегодня — Архиепархия Осамиса).
29 июня 1951 года епархия Замбоанги вошла в митрополию Кагаян-де-Оро.
19 марта 1958 года Римский папа Пий XII выпустил буллу Quasi mater, которой возвёл епархию Замбоанги в ранг архиепархии.
В следующие годы архиепархия Замбоанги передала часть своей территории для возведения новых церковных структур:
- 12 октября 1963 года — территориальной прелатуры Исабелы;
- 31 июля 1967 года — епархии Диполога;
- 12 ноября 1971 года — епархии Пагадиана;
- 24 декабря 1979 года — территориальной прелатуры Ипиля (сегодня — Епархия Ипиля).

## Ординарии епархии
- епископ Майкл Джеймс О’Доэрти (1911—1916);
- епископ James Paul McCloskey (1917—1920);
- епископ José Clos y Pagés (1920—1931);
- епископ Luis Del Rosario (1933—1958);
- архиепископ Luis Del Rosario (1958—1966);
- архиепископ Lino Gonzaga y Rasdesales (1966—1973);
- архиепископ Francisco Raval Cruces (1973—1994);
- архиепископ Carmelo Dominador Flores Morelos (1994—2006);
- архиепископ Romulo Geolina Valles (2006 — 11.02.2012);
- архиепископ Romulo Tolentino de la Cruz (15.03.2014 — 10.12.2021);
- архиепископ Julius Sullan Tonel (25.04.2023 — по настоящее время).

## Источник
- Annuario Pontificio, Ватикан, 2007
- Булла Quasi mater Архивировано 9 августа 2012 года., AAS 50 (1958), стр. 99 (лат.)